# Grenze zwischen Sambia und Simbabwe

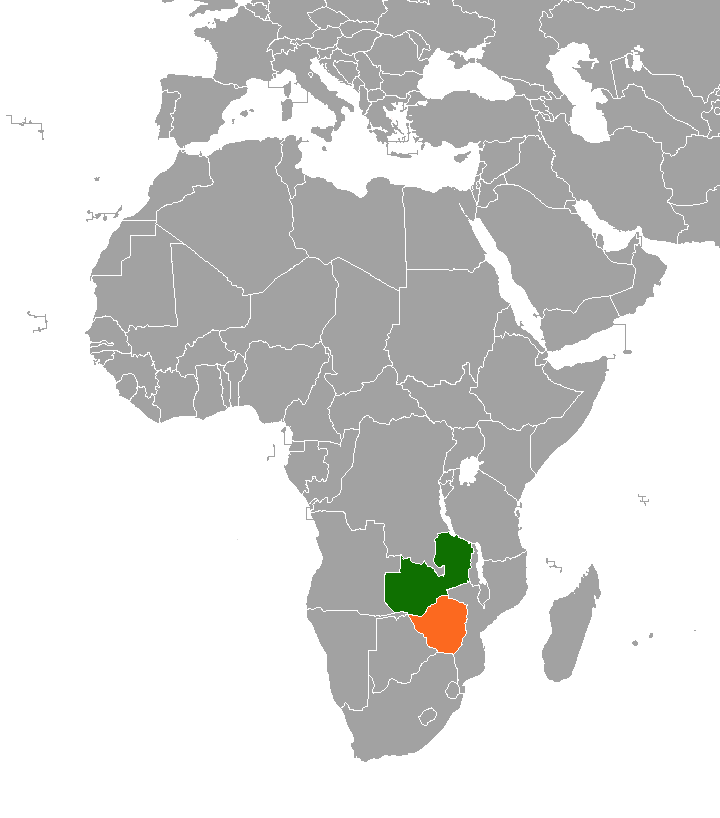
Die Grenze zwischen Sambia (grün) und Simbabwe (orange)

Die Grenze zwischen der Republik Sambia und der Republik Simbabwe ist 797 Kilometer lang und verläuft in einem zusammenhängenden Abschnitt. Sie beginnt im Westen am Vierländereck mit Namibia und Botsuana, verläuft vollständig entlang des Sambesi-Flusses und der Kariba-Talsperre und stößt im Osten auf Mosambik.

## Grenzverlauf
| Botswana, Namibia |                     |               |                  |          |
| Sambia            | Südprovinz          | S A M B E S I | Nordmatabeland   | Simbabwe |
| Sambia            | Südprovinz          | S A M B E S I | Mashonaland West | Simbabwe |
| Sambia            | Lusaka              | S A M B E S I |                  | Simbabwe |
| Sambia            | Mashonaland Central | S A M B E S I |                  | Simbabwe |
| Mosambik          |                     |               |                  |          |

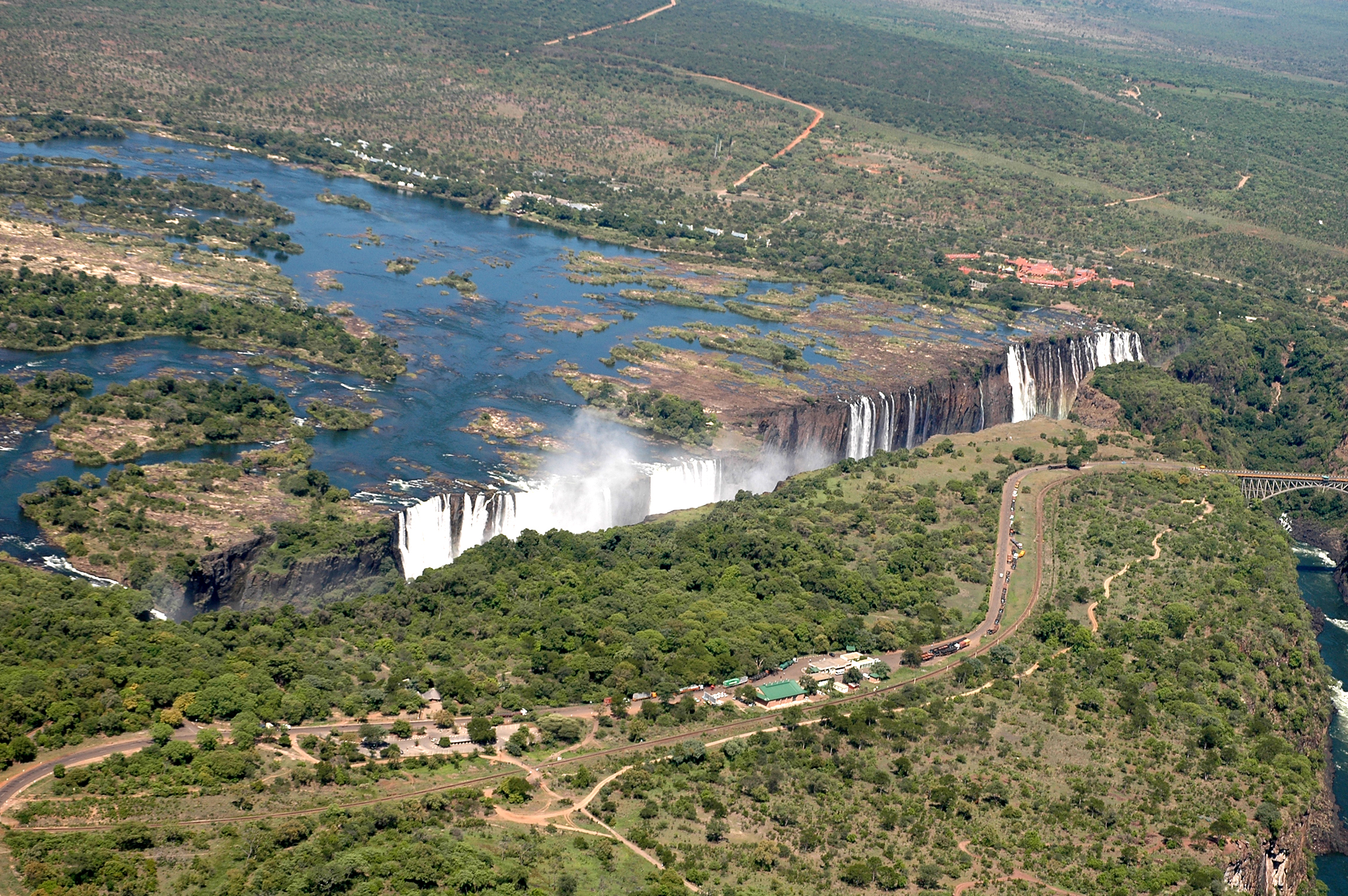
Grenzverlauf entlang der Victoriafälle

Der westlichste Grenzpunkt bildet zusammen mit Namibia und Botsuana das einzige Vierländereck der Welt, wobei dieser Status aufgrund der nicht eindeutig geklärten Grenzziehung auf dem Sambesi-Fluss umstritten ist. Die Grenze verläuft entlang des Sambesi und durchkreuzt dabei einige Inseln. Ebenfalls auf der Grenze liegen die Victoriafälle, an die auf Seiten Sambias die Stadt Livingstone und auf Seiten Simbabwes die Stadt Victoria Falls anliegen. Zwischen den beiden Städten gibt es eine Brücke, auf der sich ein Grenzübergang befindet. Weiter östlich verläuft die Grenze durch die Kariba-Talsperre. Auf dessen Staumauer, die im Osten der Talsperre liegt, verläuft eine Straße mit einem Grenzübergang. Weiter östlich verläuft die Grenze wieder entlang des natürlichen Flusslaufs des Sambesi. Die Chirundu Bridge verbindet durch einen weiteren Grenzübergang die Länder Sambia und Simbabwe. Die beiden Grenzorte, sowohl auf simbabwischer als auch auf sambischer Seite, tragen den Namen Chirundu. Im Osten stößt die Grenze auf Mosambik. Das Dreiländereck befindet sich an der Mündung des Luangwa in den Sambesi. Die drei anliegenden Orte sind Luangwa (Sambia), Kanyemba (Simbabwe) und Zumbo (Mosambik).

## Grenzübergänge

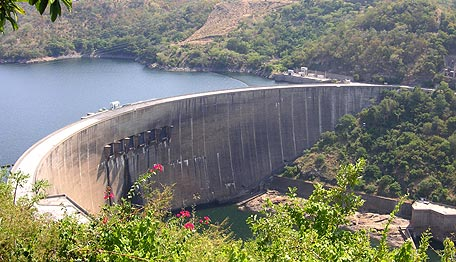
Grenzübergang auf der Staumauer der Kariba-Talsperre

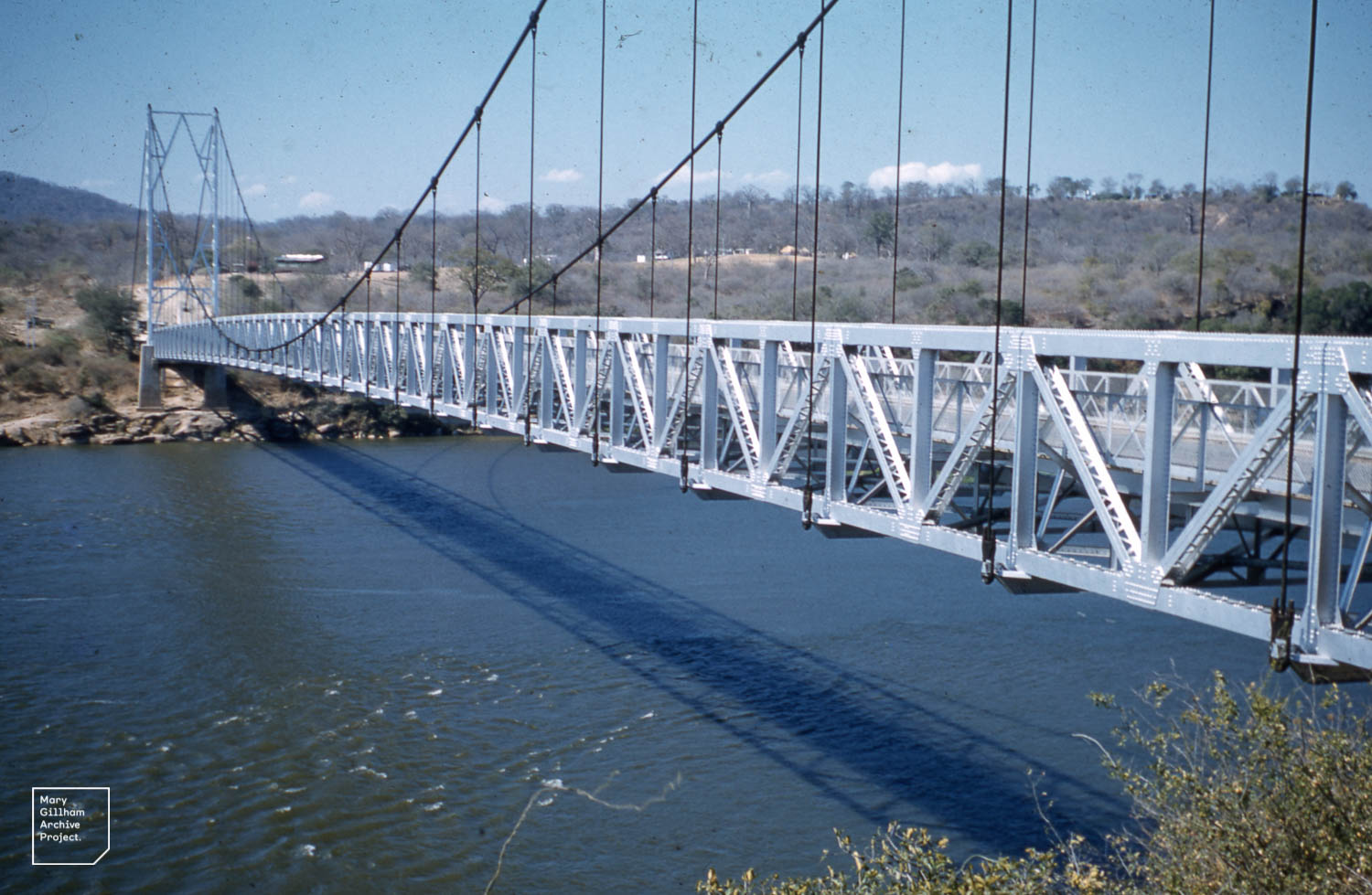
Grenzübergang auf der Chirundu Bridge

Zwischen Sambia und Simbabwe gibt es drei Grenzübergänge.
| Sambia | Sambia        | Simbabwe | Simbabwe       | Anmerkungen                                                |
| Straße | Grenzübergang | Straße   | Grenzübergang  | Anmerkungen                                                |
| ------ | ------------- | -------- | -------------- | ---------------------------------------------------------- |
| T1     | Livingstone   | A8       | Victoria Falls | Victoria Falls Bridge geöffnet von 6:00 bis 20:00          |
| M15    | Siavonga      | -        | Kariba         | Staumauer der Kariba-Talsperre geöffnet von 6:00 bis 18:00 |
| T2     | Chirundu      | A1       | Chirundu       | Chirundu Bridge geöffnet von 6:00 bis 18:00                |

## Geschichte
Die heutige Grenze entstand aus der historischen Grenze zwischen Nord- und Südrhodesien. Bis 1923 standen beide Gebiete unter der Herrschaft der British South Africa Company. Anschließend bekamen sie den Status einer Kolonie mit Selbstverwaltung innerhalb des Britischen Empire. Von 1953 bis 1963 bildeten die beiden Kolonien gemeinsam mit der bisherigen Kolonie Njassaland die Föderation von Rhodesien und Njassaland, womit die Grenze zwischen Nord- und Südrhodesien vorerst verschwand. 1963 erlangte die Kolonie Nordrhodesien unter dem Namen Sambia seine Unabhängigkeit. Im November 1965 erklärte sich Südrhodesien unter dem Namen Rhodesien einseitig für unabhängig. Diese Unabhängigkeitserklärung wurde vom Vereinigten Königreich zwar nie anerkannt, bis 1979 bestand de facto aber die Republik Rhodesien, in der ein Apartheids-Regime herrschte. Im Jahr 1979 entstand kurzzeitig die Republik Simbabwe-Rhodesien, mit der der Apartheid ein Ende gesetzt wurde. Auch diese fand allerdings keine internationale Anerkennung. Für eine kurze Übergangszeit vom 12. Dezember 1979 bis zum 17. April 1980 wurde das Gebiet dem Vereinigten Königreich übergeben und hatte offiziell den Status einer Kronkolonie. Seit dem 18. April 1980 ist das Gebiet als Republik Simbabwe unabhängig.
| Geschichtstafel | Geschichtstafel                                                  | Geschichtstafel                                                 | Geschichtstafel                                             |
| --------------- | ---------------------------------------------------------------- | --------------------------------------------------------------- | ----------------------------------------------------------- |
| 1888–1891       | Nordwestrhodesien (Protektorat der British South Africa Company) | Nordostrhodesien (Protektorat der British South Africa Company) | -                                                           |
| 1891–1911       | Nordwestrhodesien (Protektorat der British South Africa Company) | Nordostrhodesien (Protektorat der British South Africa Company) | Südrhodesien (Protektorat der British South Africa Company) |
| 1911–1924       | Nordrhodesien (Protektorat der British South Africa Company)     | Nordrhodesien (Protektorat der British South Africa Company)    | Südrhodesien (Protektorat der British South Africa Company) |
| 1924–1953       | Nordrhodesien (Protektorat des Vereinigten Königreichs)          | Nordrhodesien (Protektorat des Vereinigten Königreichs)         | Südrhodesien (Protektorat des Vereinigten Königreichs)      |
| 1953–1963       | Föderation von Rhodesien und Njassaland                          | Föderation von Rhodesien und Njassaland                         | Föderation von Rhodesien und Njassaland                     |
| 1963–1964       | Nordrhodesien (Protektorat des Vereinigten Königreichs)          | Nordrhodesien (Protektorat des Vereinigten Königreichs)         | Südrhodesien (Protektorat des Vereinigten Königreichs)      |
| 1964–1965       | Sambia                                                           | Sambia                                                          | Südrhodesien (Protektorat des Vereinigten Königreichs)      |
| 1965–1979       | Sambia                                                           | Sambia                                                          | Rhodesien (de facto unabhängiger Staat)                     |
| 1979            | Sambia                                                           | Sambia                                                          | Simbabwe-Rhodesien (de facto unabhängiger Staat)            |
| 1979–1980       | Sambia                                                           | Sambia                                                          | Südrhodesien (britische Kronkolonie)                        |
| ab 1980         | Sambia                                                           | Sambia                                                          | Simbabwe                                                    |